# 国境なき医師団日本
特定非営利活動法人国境なき医師団日本（こっきょうなきいしだんにほん、Medecins Sans Frontieres Japan Association、 略称：MSF日本）は、日本の特定非営利活動法人である。国境なき医師団の日本事務局として1992年に設立され、1997年にはMSFのパートナー事務局の1つとして独立組織となった。2002年に、東京都知事による認定特定非営利活動法人の認定を受けている。

## 憲章
出典
- 国境なき医師団は苦境にある人びと、天災、人災、武力紛争の被災者に対し人種、宗教、信条、政治的な関わりを超えて差別することなく援助を提供する。

- 国境なき医師団は普遍的な「医の倫理」と人道援助の名の下に、中立性と不偏性を遵守し完全かつ妨げられることのない自由をもって任務を遂行する。

- 国境なき医師団のボランティアはその職業倫理を尊び、すべての政治的、経済的、宗教的権力から完全な独立性を保つ。

- 国境なき医師団のボランティアはその任務の危険を認識し国境なき医師団が提供できる以外には自らに対していかなる補償も求めない。

## 活動
国境なき医師団日本は、1995年の阪神・淡路大震災、2004年10月23日の新潟県中越地震発生に際し調査チームを派遣し、被災地での診療や情報収集にあたった。また、2011年3月11日に起きた東北地方太平洋沖地震では、翌3月12日に現地入りし医療救援活動を行っている。
2014年の実績としては、海外派遣として国境なき医師団日本から計87人のスタッフを、のべ126回、23の国に派遣し、医療・人道援助活動を行った。国境なき医師団日本に寄せられた資金は、紛争や貧困により危機にさらされた人びとに医療・人道援助を届けるため、プログラムを運営するオペレーション事務局を通じて、26の国・地域と緊急支援での活動にあてられた。
2019年度の総収入は112.6億円であり、その91.0％が一般個人寄付（34万6984人）によるものである。

## 企業・団体との関係

### ACジャパン
広告活動としては、ACジャパンの2008年度から2010年度キャンペーンまでの支援キャンペーンにおける参加団体としており、全体を通して活動内容の紹介とこの団体における寄付への呼び掛けで構成されていた。2010年度の途中に東北地方太平洋沖地震が発生し、9割にも及ぶテレビやラジオのCM枠でACジャパン（AC）の差し替えが生じたため、数日後にAC側の意向で全ての支援キャンペーンの広告が5月末まで一時的に打ち切られた。支援キャンペーン自体は2010年度最終月の2011年6月から再開したものの、この団体の活動書き入れ時という時に広告活動を中断させられたため、当団体製作の支援キャンペーンは6月で再開せず、事実上2010年度までを以て終了した。このような経緯もあって、それ以降は国境なき医師団日本による自主製作に移行しており、内容はACジャパンのものとほぼ同じであるが、キャッチコピーが削除されていることで対処されている。打ち切り時期の反省上、自主製作版は日本国内の特定地域における大規模災害発生時を中心とした短期間のみの広告活動を主としている。

### 東映アニメーション
2017年11月1日には、東映アニメーション・朝日放送（現・朝日放送テレビ）製作・テレビ朝日系列のテレビアニメ『キラキラ☆プリキュアアラモード』とのコラボレーション企画を実施した。